# Пожоджі-Черна
Пожоджі-Черна (рум. Pojogi-Cerna) — село у повіті Вилча в Румунії. Входить до складу комуни Строєшть.
Село розташоване на відстані 183 км на захід від Бухареста, 35 км на захід від Римніку-Вилчі, 80 км на північ від Крайови, 147 км на південний захід від Брашова.

## Населення
За даними перепису населення 2002 року у селі проживали 299 осіб, усі — румуни. Усі жителі села рідною мовою назвали румунську.